# Фёдоровка (Баштанский район)
Фёдоровка (укр. Федорівка) — село в Березнеговатском районе Николаевской области Украины.
Основано в 1787 году. Население по переписи 2001 года составляло 266 человек. Почтовый индекс — 56221. Телефонный код — 5168. Занимает площадь 0,426 км².

## Местный совет
56221, Николаевская область, Березнеговатский р-н, с. Фёдоровка, ул. им. Кузина, 20